# Mark Verstockt
Marc Verstockt of Mark Verstockt (Lokeren, 16 juli 1930 - Antwerpen, 14 mei 2014) was een Belgisch beeldhouwer, graficus en kunstschilder.

## Levensloop
Marc Verstockt volgde de lessen aan de Koninklijke Academie voor Schone Kunsten van Antwerpen, samen met Dan Van Severen. Ze werden aanhangers van het constructivisme. Hij verdiepte zich in de abstractie en de studie van de geometrische vormen. Hij zei hierover: Geometrie is voor mij secundair, het is de structuur die telt.
Verstockt produceerde beeldhouwwerken, met als bekendste de monumentale sculptuur 'Signaal' in Sint-Niklaas. Hij experimenteerde met video en boekdrukkunst. In 1971 publiceerde hij 'This is not a book', een pop-upboek met geometrische vormen en een levensgrote poster. Verstockt was actief als grafisch ontwerper voor boekuitgaven, onder meer voor de Luikse Editions du Perron.
Als theoreticus maakte Verstockt in 1982 naam met 'De Genesis van de vorm, van chaos tot geometrie', een diepgaande studie over de drie oervormen: de cirkel, het vierkant en de driehoek.

## Werken

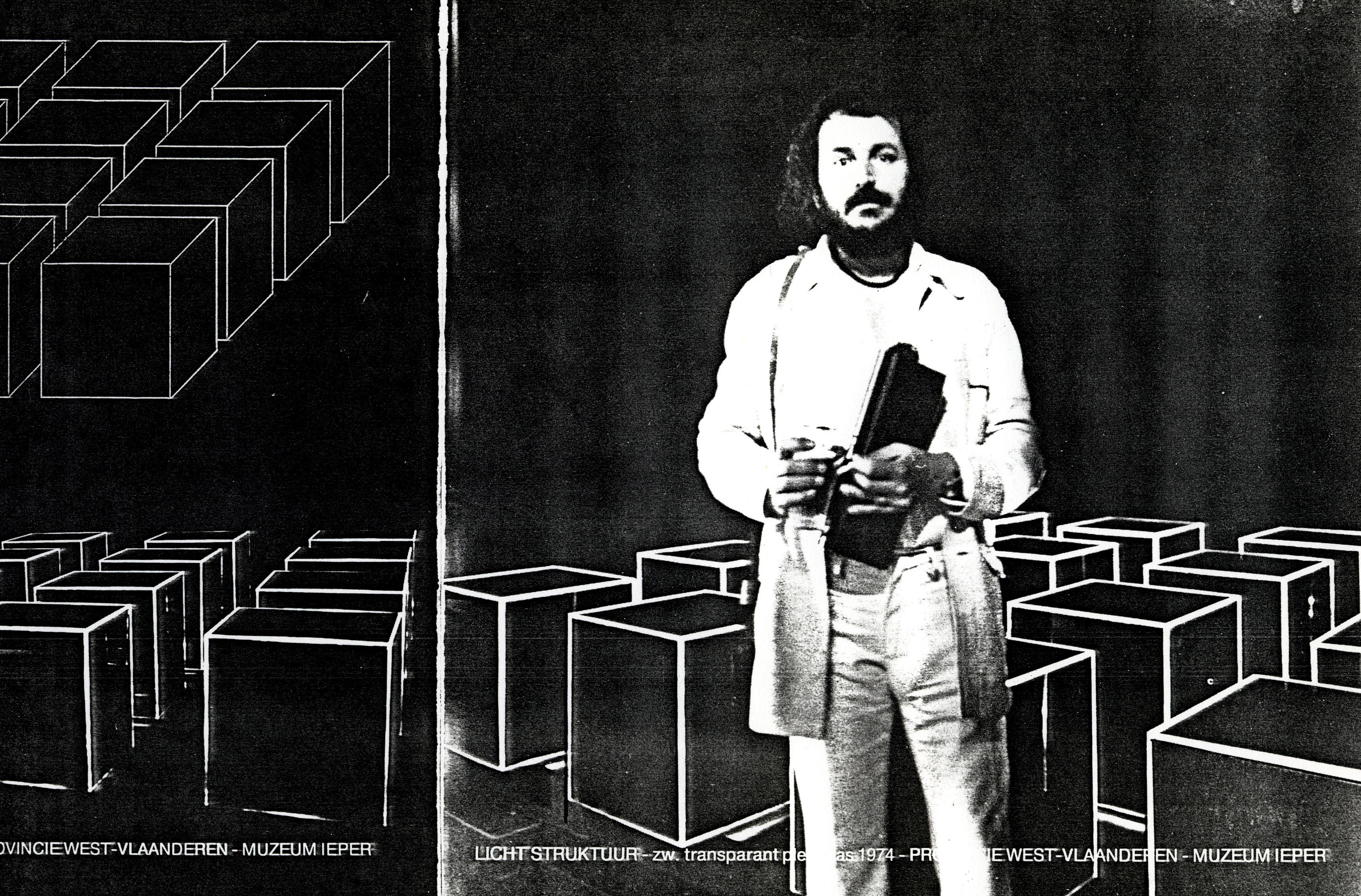
Ieper, Licht Struktuur.

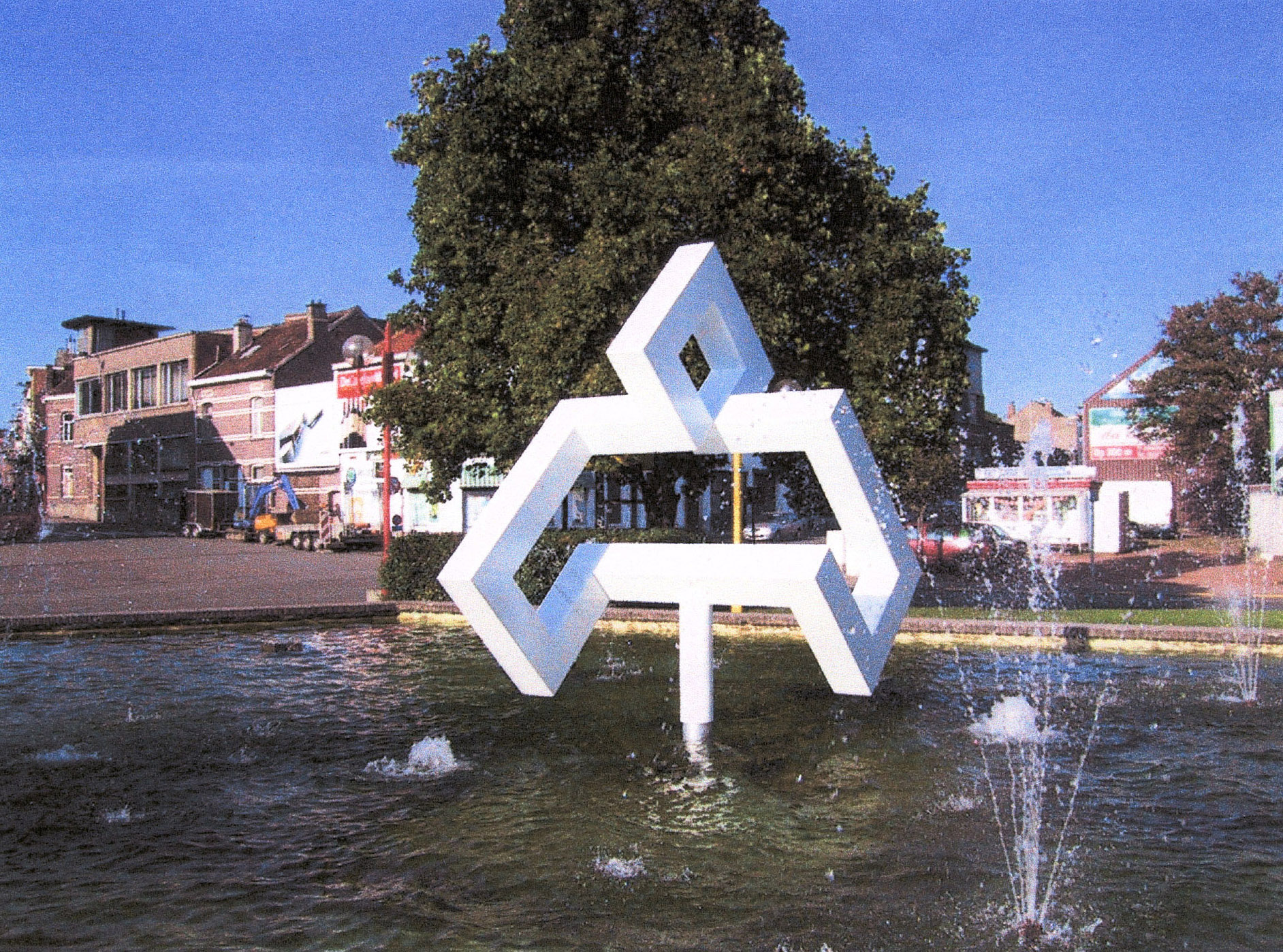
Strombeek.

- 1971, Signaal, Sint-Niklaas, Commercieel Centrum Waasland.
- 1974, Witte Meander, Antwerpen, De Keyserlei.
- 1974, Acroniem, Deurne, E.W.O.
- 1974, Kubiek Landschap, Ieper (nadien Oostende). Paysage cubique.
- 1975, Beeldhouwwerk, Strombeek Bever, Cultureel Centrum.
- 1979, Muursculptuur in rood koper, Brussel (Schaarbeek), Sintra (Bastos).
- 1981, Muurschilderij, Antwerpen, Universiteit.
- 1982, Muursculptuur, Oostmalle, ETAP.
- 1984, Dubbelsculptuur, Steenokkerzeel, kasteel van Ham.
- 1988, Tapijt, Stichting Johan Lorrez.
- 1990, Plafond, Brussel, Hôtel Siru.
- 1991, Sculptuur, Lokeren, Stadsbestuur.
- 1993, Ingangsdeur Bank CERA, Leuven.
- 1995, Binnenruimte, Antwerpen, OCMW.
- 1996, Piercing, Bonheiden, Helan Art (nadien Kemzeke, Verbeke Foundation).
- 1996, Caduceus, Brussel, Vlaams Parlement.
- 1997, Tuinsculptuur, Hampshire (VK), Arboretum Harold Hiller.
- 1997, Vloertekening, Brussel, Ancienne Belgique.
- 2000, Muurreliëf, Schoten, Cultureel Centrum.
- 2002, Murale pour la Ville, Charleroi.
- 2003, Le Carré dans le Carré (1), Luik.
- 2010, Le Carré dans le Carré (2), Luik.

## Publicaties
- This is not a book, 1971, met een tekst door Frank Popper, Mercator.
- De Genesis van de Vorm, van Chaos tot Geometrie, 1982, 1e ed. Antwerpen, Standaard uitgeverij - 2e ed. Gent, Imschoot uitgevers, 1992 - 3e ed. Kemzeke, Verbeke Foundation, 2009.
  - The Genesis of Form, from Chaos to Geometry, Londen, Muller, Blond and White, 1987.
  - Der Weg zur Form, von Chaos zu Geometrie, München, Aries Verlag, 1996.
  - La Genèse de la Forme, du Chaos à la Géométrie, Kemzeke, Verbeke Foundation, 2009.
- Het Teken Mens, een introductie tot de kalligrafie in Oost-Azie, Gent, Imschoot.
- Construc, sérigrafiën met teksten door Ivo Michiels, Antwerpen, Ziggurat.
- Artscript, teksten, Antwerpen, Pandora, 1997.
- Le Revers de l’Autoportrait, Luxemburg, Esch-sur-Alzette, 2000.
- Scriptures, [1], [2], [3], [4], collectie 'ciel ouvert', Luik, Percept Editions, 2006.
- Teksten, Woudrichem, Yellow Fellow, 2006.